# Eustiromastix obscurus
Espèce
Synonymes
- Cybele obscura Peckham & Peckham, 1894

Eustiromastix obscurus est une espèce d'araignées aranéomorphes de la famille des Salticidae.

## Distribution
Cette espèce est endémique de Saint-Vincent à Saint-Vincent-et-les-Grenadines.

## Description
Le mâle holotype mesure 7 mm et la femelle paratype 7 mm.
Le mâle décrit par Galiano en 1979 mesure 5,800 mm

## Publication originale
- Peckham & Peckham, 1894 : On the spiders of the family Attidae of the island of Saint-Vincent. Proceedings of the Zoological Society of London, vol. 61, no 4, p. 692-704 (texte intégral).